# پل سایلس
پل سایلس (انگلیسی: Paul Silas; ۱۲ ژوئیهٔ ۱۹۴۳ – ۱۰ دسامبر ۲۰۲۲) بازیکن بسکتبال اهل ایالات متحده آمریکا بود.
از باشگاه‌هایی که در آن بازی کرده‌است می‌توان به سیاتل سوپرسانیکس، بوستون سلتیکس، فینیکس سانز، و دنور ناگتس اشاره کرد.